# Douglas George
Douglas George (Durham, 21 september 1953) is een Engels voormalig profvoetballer die als verdediger of middenvelder speelde.
George begon bij Aston Villa maar brak niet door in het eerste team. Hij huwde met een Nederlandse en ging vanaf 1974 in Nederland voor HFC Haarlem spelen. In 1980 wilde de club van hem af maar moest hem langer doorbetalen waarna hij in het seizoen 1981/82 voor Telstar ging spelen. In het seizoen 1982/83 kwam George uit voor Sparta Rotterdam en hij besloot zijn loopbaan in het seizoen 1983/84 bij Vitesse. Na zijn loopbaan bleef hij in Nederland wonen en trainde in de jeugdopleiding van AZ en bij amateurclubs HFC EDO, WSV '30 en VV Ripperda. Ook werd hij scout voor verschillende Engelse profclubs in Nederland.